# Смереківська сільська рада (Жовківський район)
| Смереківська сільська рада — орган місцевого самоврядування у Жовківському районі Львівської області з адміністративним центром у с. Смереків. Історична дата утворення: в 1995 році. Сільській раді підпорядковані населені пункти: - с. Смереків - с. Перемивки |

## Склад ради
Рада складається з 14 депутатів та голови.

### Керівний склад ради
| ПІБ                         | Основні відомості                                                                             | Дата обрання | Дата звільнення |
| --------------------------- | --------------------------------------------------------------------------------------------- | ------------ | --------------- |
| Гриців Юліан Григорович     | Сільський голова, 1958 року народження, освіта, член Всеукраїнського об'єднання «Батьківщина» | 26.03.2006   | 31.10.2010      |
| Стахів Богдан Володимирович | Сільський голова, 1974 року народження, освіта вища, безпартійний                             | 31.10.2010   |                 |

Примітка: таблиця складена за даними джерела